# Olof Wong
Olof Wong, född 21 september 1732 i Vånga församling, Östergötlands län, död 1 juni 1793 i Vikingstads församling, Östergötlands län, var en svensk präst och riksdagsman.

## Biografi
Olof Wong föddes 1732 i Vånga församling. Han var son till kyrkoherden Daniel Wong och Kerstin Retzius i Hällestads församling. Wong blev 1750 student vid Uppsala universitet och avlade 1758 filosofie kandidatexamen. Han avlade 1759 filosofie magisterexamen och prästvigdes 19 december 1759. År 1759 blev han extra ordinarie bataljonspredikant vid Spensiska regementet. Wong blev 2 april 1764 komminister i Sankt Olai församling och 20 april 1773 kyrkoherde i Borgs församling. Den 28 april 1782 utnämndes han till prost. Han blev 22 januari 1783 kyrkoherde i Vikingstads församling, tillträde 1784 och blev 9 maj 1792 kontraktsprost i Vifolka och Valkebo kontrakt. Wong var riksdagsledamot vid riksdagen 1789. Han avled 1793 i Vikingstads församling.

## Familj
Wong gifte sig 29 september 1765 med Lovisa Ulrika Wadmark (1744–1802). Hon var dotter till kontraktsprosten Petrus Wadmark och Johanna Lovisa Struberg i S:t Laurentii församling, Söderköping. De fick tillsammans barnen Johanna Christina Wong (1767–1833), Lovisa Charlotta Wong (1769–1775), Maria Ulrika Wong (född 1771) som var gift med komministern E. J. Carlsson i Vikingstads församling och kyrkoherden Johan Fredric Scherman i Östra Hargs församling, Sofia Catharina Wong (1772–1779), Olof Wong (1775–1777), Greta Lovisa Wong (1777–1821 som var gift med prosten Carl Adam Ljung i Axbergs församling, Eva Helena Wong (1780–1781) och inspektorn Per Daniel Wong (1782–1859).